# 祁曉林
祁曉林（1957年9月—2013年1月8日）山东海阳市人，廣州市公安局的副局長兼党委副书记，屬副廳級，三级警监警衔。他於2013年1月8日傍晚約6時（局內中層幹部投票評選驗票期間）被發現於局內自己辦公室內的洗手間上吊身亡。祁曉林因生前被鑒定有抑郁症病徵，懷疑因此自殺。
祁曉林1973年初中畢業後到農村插隊，之後考入警校，1980年廣州市黃埔區公安分局開始警務工作，2000年交流至芳村公安分局任局長，2003年後任廣州市公安局副局長，2007年起任廣州市公安局黨委副書記、副局長；工作上联系天河區分局，並擔任廣州市委政法委副秘書長，在廣州市公安局領導中排名第三位。主要分管內部安全保衛支隊、交通警察支隊、地鐵分局。另外在廣州舉行的第98届广交会，祁曉林亦是其领导委员会大会副秘书长兼保卫办主任。
消息人士透露，在2013年《南方周末》新年特刊被删改事件中，出现上千人声援，祁晓林向上面书面建议，抓10－20人劳教，但此建议被习近平办公室否定，通过政法委通知广州，不许劳教。就在7日，官方宣布终止劳教，8日祁晓林自杀。